# 秋田県道55号入道崎寒風山線
秋田県道55号入道崎寒風山線（あきたけんどう55ごう にゅうどうざきかんぷうざんせん）は、秋田県男鹿市を通る県道（主要地方道）である。

## 概要
男鹿半島の北西の突端に位置する入道崎から北側の海岸線を通り、おおむね南東の方向へ進む。男鹿市男鹿中山町上宮ノ沢で国道101号と合流し、男鹿市男鹿中滝川坂ノ下で分岐し、寒風山頂上付近へ向かって登りつつ、寒風山の火口の中を進む。頂上直下の妻恋峠で下りに転じ、秋田県道54号男鹿琴丘線の現道とバイパスに接続する。
なお、妻恋峠では山頂（寒風山回転展望台）への道路が分岐している。

### 路線データ
- 総延長 : 26.042 km[2]
- 実延長 : 22.623 km[2]
- 起点 : 秋田県男鹿市北浦入道崎字昆布浦2番1（秋田県道121号入道崎八望台北浦線交点、入道崎）[3]
- 終点 : 秋田県男鹿市脇本富永字大牧197番1地先（秋田県道54号男鹿琴丘線 バイパス交点）[3]
- 未供用区間 : なし[2]

## 歴史
- 1961年（昭和36年）10月 - 寒風山有料道路が供用開始される。
- 1986年（昭和61年）9月 - 寒風山有料道路が無料開放される。
- 1993年（平成5年）5月11日 - 建設省から、県道男鹿公園線の一部と県道寒風山線が入道崎寒風山線として主要地方道に指定される[4]。
- 1994年（平成6年）4月1日 - 秋田県道に認定される[3]。
- 2009年（平成21年）12月21日 - 男鹿市脇本浦田字丸森18番1地先から富永字大牧197番1地先が供用開始し、終点が男鹿市脇本富永字大牧197番1地先に変更される[5]。

## 路線状況
男鹿市男鹿中滝川から男鹿市脇本富永には、1986年9月まで寒風山有料道路があった。冬季閉鎖される区間はないが、積雪時は寒風山付近でのバイク走行は困難となる。

### 重複区間
- 国道101号：男鹿市男鹿中山町上宮ノ沢・牧野交差点 - 男鹿市男鹿中滝川坂ノ下・交点、3.4 km[2]

### 冬期閉鎖区間
- なし[7][8]

### 交通不能区間
- なし[9]

### 寒風山道路

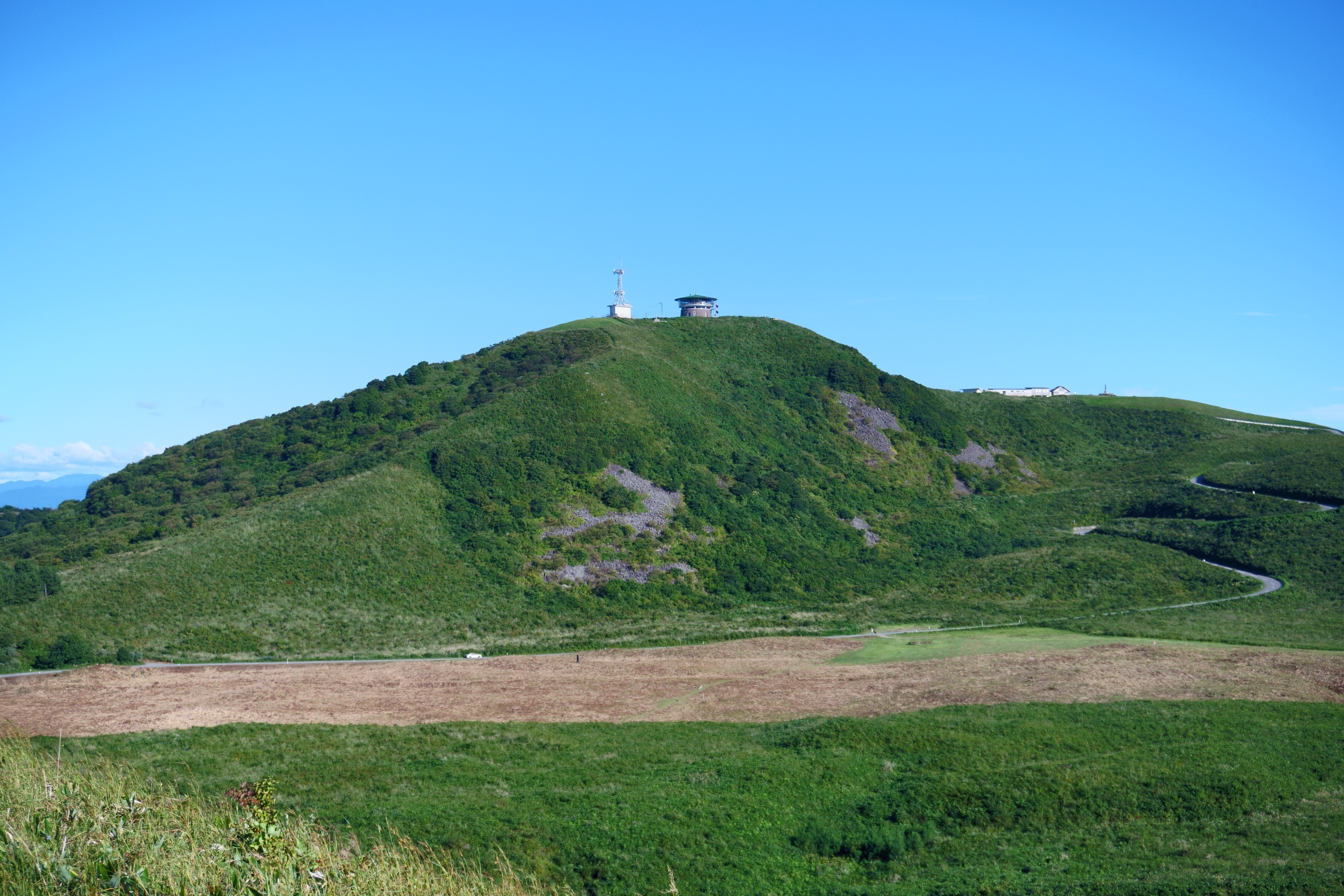
寒風山山頂に向かってヘアピンカーブを繰り返す秋田県道55号

秋田県道54号分岐から国道101号までの区間の道路で、かつては有料道路「寒風山有料道路」として運営されていた。現在は寒風山道路といい、「寒風山パノラマライン」の愛称で知られる。男鹿半島の根元部あたりに位置し、蛇行しながら寒風山の頂上に近づいていくルートをたどる。寒風山付近は草原で目の前にさえぎるものが無いため、360度のパノラマが楽しめる人気のある絶景ドライブコースして知られる。
- 総延長 : 9.9 km[6]
- 営業開始日 : 1961年10月
- 無料開放日 : 1986年9月
- 愛称 : 「寒風山パノラマライン」

## 地理
寒風山は男鹿半島の付け根にある標高355メートルのなだらかな山で、道路の線形はゆるやかな勾配と直線基調で走りやすい。寒風山は、土地の保水力が低い土地柄、背の高い木はあまり育たず山肌全体にわたって木は少ないため、夏は芝生に覆われた緑の草原のような風景になる。古くから萱場や牧草地として人的に利用されてきたところで、毎年4月には山焼きが行われる。沿道の寒風山山頂に回転展望台もあり、天気がよければ八郎潟の水田地帯や、南北方向に弧を描く日本海の海岸線美、あるいは山形県境にそびえる霊峰鳥海山や青森県境にまたがる白神山地といった周囲の景色を360度の大パノラマで展望できる。東の内陸部から寒風山山頂直下の妻恋峠に向かって登っていくと、しばらくは林の中を走る見通しが良くないカーブ道が続く。寒風山付近の丘陵地帯では東西に道路が貫き、ゆるやかなカーブが多い。寒風山の西側は滝川の集落と田園地帯を貫く。途中に国道101号を挟み、男鹿半島の先端に位置する入道崎へと至る半島北側の海岸線沿いのルートへとつながる。

### 交差する道路
| 施設名                         | 接続路線名                       | 備考               | 所在地                                                            |
| ------------------------------ | -------------------------------- | ------------------ | ----------------------------------------------------------------- |
| 入道崎                         | 秋田県道121号入道崎八望台北浦線  | 起点 県道121号起点 | 男鹿市北浦入道崎昆布浦                                            |
|                                | 秋田県道59号男鹿半島線           | 県道59号起点       | 男鹿市北浦西黒沢穴の沢北緯39度58分17.52秒 東経139度44分23.47秒    |
| 北浦野村交差点                 | 男鹿広域農道（なまはげライン）   |                    | 男鹿市北浦湯本北緯39度58分3.46秒 東経139度45分19.65秒             |
|                                | 秋田県道121号入道崎八望台北浦線  | 県道121号終点      | 男鹿市北浦野村字前野北緯39度58分5.08秒 東経139度45分45.42秒       |
| 牧野交差点                     | 国道101号                        |                    | 男鹿市男鹿中山町字下芋ノ沢北緯39度57分14.5秒 東経139度48分38.66秒 |
|                                | 国道101号                        |                    | 男鹿市男鹿中滝川字坂ノ下北緯39度56分8.79秒 東経139度50分10.49秒   |
| 寒風山道路（旧寒風山有料道路） |                                  |                    |                                                                   |
| 脇本富永交差点                 | 秋田県道54号男鹿琴丘線・現道     |                    | 男鹿市脇本浦田字丸森北緯39度55分28.57秒 東経139度54分4.47秒       |
|                                | 秋田県道54号男鹿琴丘線・バイパス | 終点               | 男鹿市脇本富永字大牧                                              |

### 沿線の施設
- 入道埼灯台
- 入道崎郵便局
- 男鹿温泉郷
- 男鹿中郵便局
- 寒風山
- 寒風山回転展望台（スカイパーク）（有料）